# Karpel Lippe
Dr. Karpel Karl Natan Pethyah Lippe (n. 17 noiembrie 1830, Tîsmenîțea, Raionul Ivano-Frankivsk, Ivano-Frankivsk, regiunea Ivano-Frankivsk, Ucraina – d. 2 august 1915, Viena, Austro-Ungaria) a fost un medic evreu originar din Imperiul Austriac care a activat în Iași. Acesta a fost un lider al evreimii române, fiind de asemenea și un susținător al Sionismului. A fost președinte al Primului Congres Sionist din Basel.

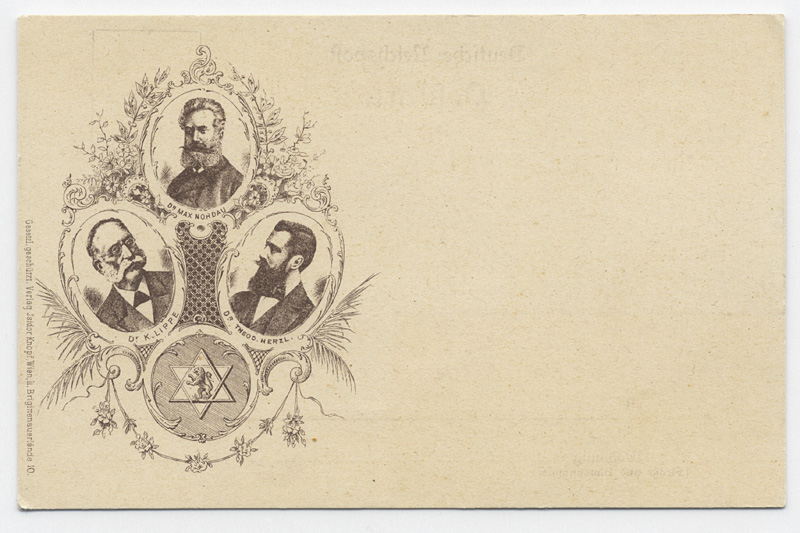
Carte poștală ce-i înfățișează pe Theodor Herzl, Max Nordau și Karpel Lippe